# Karl Kleist (Mediziner)

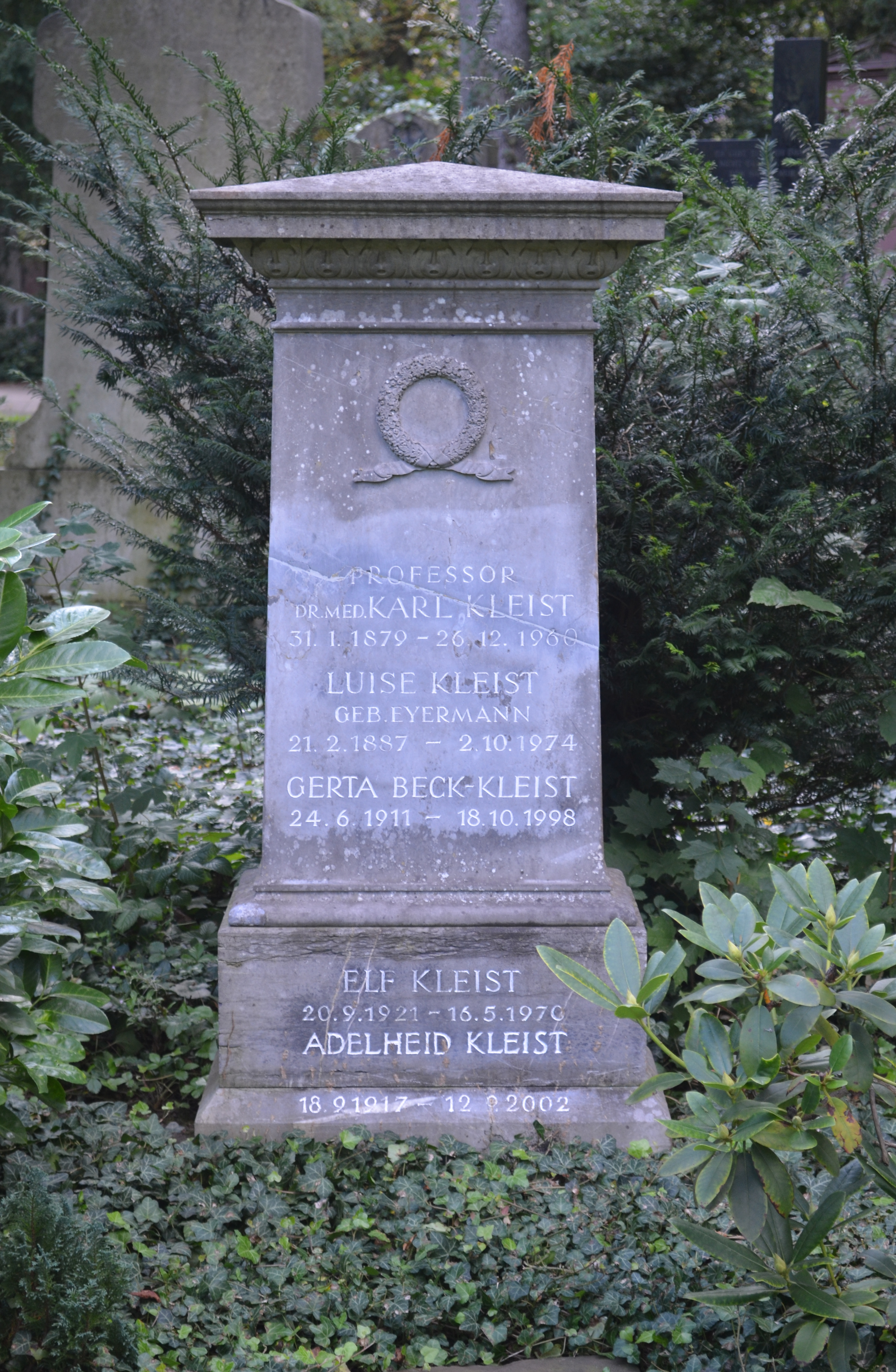
Grab von Karl Kleist auf dem Frankfurter Hauptfriedhof, Gewann D

Karl Kleist (* 31. Januar 1879 in Mülhausen, Reichsland Elsaß-Lothringen; † 26. Dezember 1960 in Frankfurt am Main) war ein deutscher Psychiater und Hochschullehrer für Neurologie und  Psychiatrie.

## Lebenslauf
Kleist absolvierte nach dem Abitur in seiner Heimatstadt von 1897 bis 1902 ein Medizinstudium an der Kaiser-Wilhelms-Universität Straßburg, der Ruprecht-Karls-Universität Heidelberg, der Friedrich-Wilhelms-Universität zu Berlin und der Ludwig-Maximilians-Universität München. In München wurde er 1902 zum Dr. med. promoviert. 1903 wurde er Assistent an der Nervenklinik der Friedrichs-Universität Halle. Er war Schüler von Carl Wernicke, der 1905 auf einer Radtour im Thüringer Wald tödlich verunglückte. Kleist blieb in Halle bis 1908 und wechselte dann 1909 an die Psychiatrische und Nervenklinik der Friedrich-Alexander-Universität Erlangen. Bei Gustav Specht habilitierte er sich 1909. Anschließend wirkte er als a.o. Professor in Erlangen.
Nach dem Ausbruch des Ersten Weltkriegs wurde er 1914 Militärarzt. In seiner Tätigkeit konnte er Erfahrungen mit Hirnverletzungen sammeln und später die Funktionen in der Großhirnrinde zuordnen (Gehirnpathologie, 1934). Kleist wurde 1916 Direktor der Psychiatrischen Universitätsklinik Rostock und wurde dort zum ordentlichen Professor berufen sowie gleichzeitig Direktor der Heil- und Pflegeanstalt in Gehlsdorf (Rostock). 1920 wechselte er als o. Professor an die neue Johann Wolfgang Goethe-Universität Frankfurt am Main, wo er ebenfalls als Direktor die Nervenklinik der Stadt und Universität leitete. Zu seinen Schülern zählte Alice Rosenstein. Am 21. April 1941 beantragte er die Aufnahme in die NSDAP und wurde rückwirkend zum 1. Juli 1940 aufgenommen (Mitgliedsnummer 8.140.375), 1942 wurde er Mitglied des NS-Ärztebundes. Nach 1933 arbeitete er als Gutachter für Erbgesundheitsgerichte, was für die Begutachteten eine Meldung zur Sterilisierung zur Folge haben konnte. Von 1936 bis 1941 war er Mitglied im Kuratorium der Kaiser-Wilhelm-Instituts für Hirnforschung. Im Zweiten Weltkrieg war er Oberstarzt und Beratender Militärpsychiater im Wehrkreis IX in Frankfurt. Kleist wurde 1950 emeritiert, blieb aber bis 1960 Leiter der Frankfurter Forschungsstelle für Gehirnpathologie und Psychopathologie und war weiterhin wissenschaftlich tätig.

## Wirken
Kleist stand in der Tradition von Carl Wernicke, dessen neurologische und psychiatrische Schule er gemeinsam mit Karl Leonhard weiter führte. Eingehende Arbeiten zur Klassifikation der psychischen Erkrankungen, Hirnpathologie und endogenen Psychosen. Kleist prägte den Begriff Zykloide Psychosen. Seine Hauptpublikation ist auf dem Gebiet der Neurologie: Lokalisation von Funktion in der Hirnrinde des Menschen inklusive Hirnkarten in seinem klassischen Werk Gehirnpathologie (1934). Seine Lokalisationslehre des Gehirns gründet sich auf die Untersuchung einiger hundert Fälle von Schussverletzungen des Ersten Weltkriegs, deren Funktionsausfälle Kleist während der Lebenszeit der Patienten genauestens untersuchte und analysierte. Nach deren Tod, wenn sie in eine Autopsie eingewilligt hatten, untersuchte er die Gehirne makroskopisch und mikroskopisch (Zytoarchitektonik). Auf diese Weise konnte er einen Zusammenhang zwischen Hirnläsion und Funktionsausfall herstellen. So entstanden Hirnkarten mit detaillierter, wenn auch nicht unbedingt korrekter, Lokalisation der Funktion. Der Begriff der Koinopsyche geht auf Kleist zurück.

## Ehrungen
- Wahl in die Deutsche Akademie der Naturforscher Leopoldina, Sektion Psychiatrie, Med. Psychologie und Neurologie (1939)[7]
- Ehrensenator der Universität Rostock (1949)[5]
- Goethe-Plakette der Stadt Frankfurt am Main (1954)[5]
- Dr. h. c. der Universität Freiburg (1959)[5]
- Ehrensenator der Universität Frankfurt am Main (1959)[5]
- Ehrenplakette der Stadt Frankfurt am Main (1959)[5]
- Wahl in die Academia das Ciências de Lisboa[5]

## Publikationen
- Die klinische Stellung der Motilitätspsychosen. (Vortrag auf der Versammlung des Vereins bayrischer Psychiater, München 6.–7. Juni 1911). In:  Z Gesamte Neurol Psychiat Referate 1911, 3, S. 914–977
- Über zykloide Degenerationspsychosen, besonders Verwirrtheits- und Motilitätspsychosen. In: Arch Psychiat 1926, 78, S. 100–115.
- Über zykloide, paranoide und epileptoide Psychosen und über die Frage der Degenerationspsychosen. Schweiz. Arch. Neurol. Psychiat. 23 (1928), S. 3–37.
- Gehirnpathologie. Johann Ambrosius Barth-Verlag, Leipzig 1934.
- Kriegsverletzungen des Gehirns in ihrer Bedeutung für die Hirnlokalisation und Hirnpathologie. Johann Ambrosius Barth-Verlag, Leipzig 1934.
- Die Gliederung der neuropsychischen Erkrankungen. Monatsschr. Psychiat. Neurol. 125 (1925), S. 526–554.